# تامی آرترن
تامی آرترن (انگلیسی: Tommy Arthern؛ ۲۴ سپتامبر ۱۸۶۸ – ۱۹۴۷ (۷۸−۷۹ سال)) بازیکن فوتبال اهل بریتانیا بود.
از باشگاه‌هایی که در آن بازی کرده است می‌توان به باشگاه فوتبال استوک سیتی اشاره کرد.